# ТЕС Krakatau Posco
6°0′25″ пд. ш. 105°58′18″ сх. д. / 6.00694° пд. ш. 105.97167° сх. д.
ТЕС Krakatau Posco – теплова електростанція на заході індонезійського острова Ява. 
В 2014 році розташований в місті Чилегон металургійний комплекс індонезійської групи Krakatau Steel доповнили металургійним комбінатом PT Krakatau Posco (спільне підприємство Krakatau Steel та південнокорейського конгломерату Posco). При цьому на чилегонському майданчику вперше з’явилась доменна піч (до того тут використовували лише технологію прямого відновлення заліза), яка продукує значні обсяги доменного газу. Останній використовує введена того ж року теплова електростанція, що має дві парові турбіни потужністю по 100 МВт та покриває потреби комбінату Krakatau Posco у електроенергії. Окрім доменного ТЕС також споживає інші вторинні горючі гази – конвертерний та коксовий (коксохімічне виробництво Krakatau Steel стало до ладу в 2017-му). 
Проект ТЕС реалізували через компанію PT Krakatau Posco Energy, яка належить Krakatau Daya Listrik (електроенергетична компанія із групи Krakatau Steel) та Posco Energy.